# Mandla Siegfried Jwara
Mandla Siegfried Jwara (St. Nivard, 1º febbraio 1957) è un missionario e arcivescovo cattolico sudafricano, dal 9 giugno 2021 arcivescovo metropolita di Durban.

## Biografia
Mandla Siegfried Jwara è nato il 1º febbraio 1957 a St. Nivard, provincia di KwaZulu-Natal e diocesi di Mariannhill, nella parte centro-orientale dell'allora colonia britannica dell'Unione Sudafricana (oggi Repubblica del Sudafrica).

### Formazione e ministero sacerdotale
Ha compiuto prima gli studi primari e poi quelli secondari presso le scuole della Kwa-Hluzingqondo ad uMkhomazi, diplomandosi nel 1980. Il 1º febbraio 1981, giorno del suo ventiquattresimo compleanno, è entrato nell'istituto religioso dei Missionari di Mariannhill, svolgendo il noviziato nell'omonimo monastero e professando i primi voti nel 1982. Sentendo maturare la vocazione al sacerdozio, lo stesso anno si è iscritto presso il St. Joseph's Theological Institute di Cedara per la formazione in filosofia e teologia; ha emesso la professione solenne nel 1986. Al termine del percorso in seminario e dopo aver conseguito la laurea, ha ricevuto l'ordinazione sacerdotale il 14 febbraio 1987 all'età di trent'anni.
Poco dopo l'ordinazione, ha svolto il ministero pastorale per cinque anni nella Clairvaux Mission a Mpendle, diocesi di Mariannhill, prima come vicario parrocchiale e poi come parroco. Nel 1992 si è trasferito a Londra, nel Regno Unito, per un soggiorno di studio all'Institute of St. Anselm, dove ha conseguito il diploma in Human Development, Leadership, Formation & Community Building l'anno successivo.
Al rientro in Patria, nel 1993 è stato nominato maestro dei novizi al monastero della sua congregazione ed è stato per un breve periodo rettore a Merrivale e consigliere regionale dei missionari di Mariannhill; al contempo ha frequentato la University of KwaZulu-Natal a Pietermaritzburg, conseguendo il Master's degree in teologia nel 1998. Lo stesso anno è divenuto superiore provinciale della sua congregazione e nel 2002 ne è divenuto consigliere generale a Roma per due anni.
Tra il 2005 ed il 2006 è stato parroco a Port St. Johns e nella Missione St. Patrick della diocesi di Umtata; allo stesso tempo è divenuto nuovamente consigliere per un anno e poi superiore provinciale dei Missionari di Mariannhill per un triennio. Nel 2009 è stato nominato parroco di St. Patrick, consultore diocesano e decano dell'Eastern Deanery nella diocesi di Umtata per un quinquennio. Infine, nel 2014 è divenuto superiore regionale della diocesi e di nuovo parroco della Missione St. Patrick, ricoprendo tali uffici fino alla promozione all'episcopato.

### Ministero episcopale
Il 30 aprile 2016 papa Francesco lo ha nominato, cinquantanovenne, vicario apostolico di Ingwavuma assegnandogli contestualmente la sede titolare di Elefantaria di Proconsolare; è succeduto ad José Luís Gerardo Ponce de León, I.M.C., trasferito alla diocesi di Manzini il 29 novembre 2013 e rimasto amministratore apostolico del vicariato fino ad allora. Ha ricevuto la consacrazione episcopale il 25 giugno successivo, nella chiesa di Nostra Signora del Perpetuo Soccorso a Mtubatuba, per imposizione delle mani di monsignor Ponce de León, suo predecessore, assistito dai co-consacranti Xolelo Thaddaeus Kumalo, vescovo di Witbank, e Pius Mlungisi Dlungwana, vescovo di Mariannhill. Ha preso possesso del vicariato durante una cerimonia successiva svoltasi nella cattedrale del Buon Pastore e di Nostra Signora dei Dolori ad Ingwavuma. Come suo motto episcopale ha scelto The truth will set you free, che tradotto vuol dire "La verità ti renderà libero" (Gv 8, 32).
Nel 2018 la Conferenza dei vescovi cattolici dell'Africa Meridionale, che riunisce  gli episcopati di Sudafrica, eSwatini e Botswana, lo ha eletto per partecipare alla XV assemblea generale ordinaria del Sinodo dei vescovi, svoltasi nella Città del Vaticano dal 3 al 28 ottobre dello stesso anno, con tema I giovani, la fede e il discernimento vocazionale.
Il 9 giugno 2021 papa Francesco lo ha promosso, sessantaquattrenne, arcivescovo metropolita di Durban; è succeduto all'ottantenne cardinale Wilfrid Fox Napier, O.F.M., dimissionario per raggiunti limiti d'età dopo ventinove anni di governo pastorale. Ha preso possesso dell'arcidiocesi l'8 agosto successivo.
Dal gennaio 2025 è secondo vicepresidente della Conferenza dei vescovi cattolici dell'Africa Meridionale.

## Genealogia episcopale e successione apostolica
La genealogia episcopale è:
- Cardinale Scipione Rebiba
- Cardinale Giulio Antonio Santori
- Cardinale Girolamo Bernerio, O.P.
- Arcivescovo Galeazzo Sanvitale
- Cardinale Ludovico Ludovisi
- Cardinale Luigi Caetani
- Cardinale Ulderico Carpegna
- Cardinale Paluzzo Paluzzi Altieri degli Albertoni
- Papa Benedetto XIII
- Papa Benedetto XIV
- Papa Clemente XIII
- Cardinale Marcantonio Colonna
- Cardinale Giacinto Sigismondo Gerdil, B.
- Cardinale Giulio Maria della Somaglia
- Cardinale Carlo Odescalchi, S.I.
- Vescovo Eugène de Mazenod, O.M.I.
- Cardinale Joseph Hippolyte Guibert, O.M.I.
- Cardinale François-Marie-Benjamin Richard
- Cardinale Pietro Gasparri
- Cardinale Clemente Micara
- Cardinale Antonio Samorè
- Cardinale Angelo Sodano
- Arcivescovo James Patrick Green
- Vescovo José Luís Gerardo Ponce de León, I.M.C.
- Arcivescovo Mandla Siegfried Jwara, C.M.M.

La successione apostolica è:
- Vescovo Neil Augustine Frank, O.M.I. (2022)
- Vescovo Elias Kwenzakufani Zondi (2023)
- Vescovo Vusumuzi Francis Mazibuko, O.M.I. (2023)